# Real Oviedo 2018-2019
Questa voce raccoglie le informazioni riguardanti il Real Oviedo nelle competizioni ufficiali della stagione 2018-2019.

## Rosa
Rosa aggiornata al 31 gennaio 2019.
| N. |                      | Ruolo | Calciatore       |
| -- | -------------------- | ----- | ---------------- |
| 1  | Spagna (bandiera)    | P     | Alfonso Herrero  |
| 2  | Islanda (bandiera)   | D     | Diegui           |
| 3  | Messico (bandiera)   | D     | Oswaldo Alanís   |
| 5  | Argentina (bandiera) | D     | Juan Forlín      |
| 6  | Spagna (bandiera)    | D     | Carlos Hernández |
| 7  | Spagna (bandiera)    | C     | Omar Ramos       |
| 8  | Spagna (bandiera)    | C     | Ramón Folch      |
| 9  | Spagna (bandiera)    | A     | Toché (capitano) |
| 10 | Spagna (bandiera)    | A     | Saúl Berjón      |
| 11 | Panama (bandiera)    | C     | Joel Bárcenas    |

| N. |                      | Ruolo | Calciatore          |
| -- | -------------------- | ----- | ------------------- |
| 13 | Argentina (bandiera) | P     | Nereo Champagne     |
| 17 | Senegal (bandiera)   | A     | Ibrahima Baldé      |
| 18 | Spagna (bandiera)    | D     | Christian Fernández |
| 19 | Spagna (bandiera)    | D     | Carlos Martínez     |
| 20 | Spagna (bandiera)    | C     | Sergio Tejera       |
| 22 | Spagna (bandiera)    | C     | Joselu              |
| 23 | Spagna (bandiera)    | D     | Mossa               |
| 24 | Spagna (bandiera)    | C     | Javi Muñoz          |
| 33 | Spagna (bandiera)    | D     | Javi Hernández      |